# (1274) Delportia
(1274) Delportia – planetoida z grupy pasa głównego asteroid okrążająca Słońce w ciągu 3 lat i 120 dni w średniej odległości 2,23 au. Została odkryta 28 listopada 1932 w Observatoire Royal de Belgique w Uccle przez Eugène’a Delporte. Nazwa planetoidy pochodzi od nazwiska odkrywcy. Przed jej nadaniem planetoida nosiła oznaczenie tymczasowe (1274) 1932 WC.